# Kurganinskij rajon
Il Kurganinskij rajon (in russo Курганинский район?) è un rajon del Kraj di Krasnodar, nella Russia europea.